# 何景崧
何景崧（1878年—1940年），字又叔，直隶宝坻人，清代末科进士，近代书法家。
1878年，生于今天津市宝坻区大口屯镇古河庄村。初为宝坻县廪生，于光绪三十年（1904年）殿试，高中二甲第十五名，赐进士出身，任工部主事。中华民国建立后在鹿钟麟麾下任讲师。抗战爆发后隐居天津，拒不同侵华日军合作。1940年病逝。
何景崧善书法，承袭刘墉风格，长于行楷。